# 東本願寺前停留場
東本願寺前停留場（ひがしほんがんじまえていりゅうじょう）は、北海道札幌市中央区にある札幌市交通事業振興公社（札幌市電）山鼻線の停留場である。停留場番号はSC21。山鼻線の通る西7丁目通りと南7条通りとの交差点（南7条西6丁目）に位置する。
ここから隣の山鼻9条停留場までの区間は、現存路線中で最も勾配が大きい。また、現存路線に存在する停留場では、新設された狸小路停留場を除き、設置時から一度も改名していない。

## 歴史
- 1923年（大正12年）8月25日 開業。
- 2015年（平成27年）4月1日 停留場番号を設定[3]。
- 2021年（令和3年）5月11日～11月下旬(完成予定)より改修工事のため、仮設停留場（南5条西6丁目）が設置される[4]

## 停留場構造
2面2線の対向式。交差点を挟んで南側に内回り（資生館小学校前方面）、北側に外回り（山鼻9条方面）の乗り場があり、安全地帯が設けられている。安全地帯にはロードヒーティングが施され、上屋が設置されている。すすきの方面には渡り線を有する。

## 停留場周辺
- 札幌南八条西郵便局
- プレミアホテル-CABIN-札幌（旧・ホテルパコジュニアススキノ）
- 真宗大谷派札幌別院（東本願寺札幌別院）
- ディナーベルススキノ南7条店
- 丸正食品南7条店

## 隣の停留場
札幌市交通局
山鼻線
山鼻9条停留場 (SC20) - 東本願寺前停留場 (SC21) - 資生館小学校前停留場 (SC22)